# Trafford (Pennsilvània)
Trafford és una població dels Estats Units a l'estat de Pennsilvània. Segons el cens del 2000 tenia 3.236 habitants.

## Demografia
Segons el cens del 2000, Trafford tenia 3.236 habitants, 1.526 habitatges, i 900 famílies. La densitat de població era de 873,7 habitants/km².
Dels 1.526 habitatges en un 22,5% hi vivien nens de menys de 18 anys, en un 45,1% hi vivien parelles casades, en un 10,7% dones solteres, i en un 41% no eren unitats familiars. En el 38% dels habitatges hi vivien persones soles el 20,8% de les quals corresponia a persones de 65 anys o més que vivien soles. El nombre mitjà de persones vivint en cada habitatge era de 2,12 i el nombre mitjà de persones que vivien en cada família era de 2,82.
Per edats la població es repartia de la següent manera: un 19,7% tenia menys de 18 anys, un 5,9% entre 18 i 24, un 27,8% entre 25 i 44, un 21,6% de 45 a 60 i un 25,1% 65 anys o més.
L'edat mediana era de 43 anys. Per cada 100 dones de 18 o més anys hi havia 79,8 homes.
La renda mediana per habitatge era de 32.925$ i la renda mediana per família de 40.236$. Els homes tenien una renda mediana de 36.250$ mentre que les dones 23.409$. La renda per capita de la població era de 19.487$. Entorn del 7,4% de les famílies i l'11% de la població estaven per davall del llindar de pobresa.

## Poblacions més properes
El següent diagrama mostra les poblacions més properes.